# Francesco Scaini
Francesco Scaini (Goito, 14 settembre 1907 – Milano, 1976) è stato un pittore italiano.

## Biografia
Si trasferì sin da giovane a Milano impiegandosi in una bottega di decoratori. Si avvicinò al futurismo entrando in contatto con artisti come Fortunato Depero, Bruno Munari, il mantovano Adone Asinari e Riccardo Castagnedi. Nel 1933 partecipò alla sua prima mostra a Mantova. Nel 1942 iniziò a frequentare l'Accademia di belle arti di Brera ed ebbe come maestri Achille Funi e Carlo Carrà. Nel 1947 ricevette il Premio Hayez per la pittura. Suo figlio Giorgio (1940-2011), divenne scultore della corrente neofuturista.

## Mostre
- III Settimana Mantovana a Mantova, 1933
- Mostra Nazionale d'Arte Futurista a Mantova, 1933
- Scelta futuristi venticinquenni a Milano, 1934
- VII Mostra d'Arte del Sindacato Fascista Belle Arti a Milano, 1936
- Aeropittori futuristi a Milano, 1938
- IX Mostra d'Arte alla Permanente a Milano, 1938
- Mostra personale a Bergamo, 1943
- Otto moderni a Gallarate, 1946
- Mostra d'Arte Mantovana a Mantova, 1947
- Rassegna Primaverile Milanese, 1951
- XIX Biennale di Milano, 1955
- XXI Biennale di Milano, 1960
- XIV Premio Suzzara, 1961
- XV Premio Suzzara, 1962
- XVI Premio Suzzara, 1963
- Prima rassegna Arti Figurative Mantovane a Mantova, 1967
- LXX Mostra Annuale d'Arte a Milano, 1970
- Terza Mostra Nazionale Città di Varese, 1970
- Francesco Scaini, tra tono e misura a Goito, 1997
- Il disegno a Mantova 1900-1950 a Quistello, 1999